# 문명 비평
문명 비평(文明批評)에 대한 엄밀한 정의(定義)는 없으나, 문화·교육·정치·경제 등 여러 문제를 분화적(分化的)이 아닌 종합적인 견지에서 다루어 그 존재 양상과 본질을 비평하는 것이다. 그러므로 현대문명 비평은 당연히 예언적인 성격을 지니게 마련이다. 단순한 현상의 긍정이 아니라 인류의 문명이 담당해야 할 운동에 관하여 넓은 시야로부터의 예언적인 견해를 나타내는 광범위한 견해도 필요한 조건이 된다. 

## 대표적인 인물
- 야스퍼스
- 슈바이처
- 토인비
- 마르쿠제

## 참고 자료
- 이 문서에는 다음커뮤니케이션(현 카카오)에서 GFDL 또는 CC-SA 라이선스로 배포한 글로벌 세계대백과사전의 "〈사상·학문〉 문명." 항목을 기초로 작성된 글이 포함되어 있습니다.